# ورم خلايا سيرتولي والخلايا البينية
ورم خلايا سيرتولي والخلايا البينية (بالإنجليزية: Sertoli–Leydig cell tumour)‏ هو مجموعة من الأورام التي تؤثر تأثيرًا متفاوتًا على الخلايا البينية وخلايا سيرتولي، وهي من الأورام المتوسطة صعبة التمايز، وقد تشمل اللُحمة التناسلية الأولية، وأحيانًا مكونات غير متجانسة.
يُصنَّف ورم خلايا سيرتولي والخلايا البينية على أنه من الأورام المبيضية المُفرزة للتستوستيرون، وهو من مجموعة أورام الحبل الجنسي-السدوي التناسلي المبيضية والخصوية. يحدث الورم عادةً في مرحلة البلوغ المبكر، ولا يُرى عند حديثي الولادة، وهو نادر حيث يشكل أقل من 1% من أورام الخصية. وعلى أنه يمكن أن يحدث في أي عمر، لكنه يظهر غالبًا لدى البالغين الشباب. أظهرت دراسات حديثة أن العديد من حالات هذا في المبيض ناتجة عن طفرات وراثية في جين دايسر. عادةً ما تظهر هذه الحالات الوراثية في سن أصغر، وغالبًا ما تُصاحَب بتضخم الغدة الدرقية متعدد العقيدات. غالبًا ما يُصاحَب هذا الورم بتاريخ شخصي أو عائلي من الأورام النادرة كالورم الأرومي الجنبي الرئوي وورم ويلمز والساركومة العضلية المخططة في الرقبة.
تُصنف أورام ذات صلة في نظام فهرسة المواضيع الطبية على أنها من أنواع أورام خلايا سيرتولي والخلايا البينية كـالورم الأرومي الذكري (بالإنجليزية: arrhenoblastoma)‏ والورم الأرومي الذكوري (بالإنجليزية: androblastoma)‏.